# Børnene på Silkevejen
Børnene på Silkevejen er en dansk dokumentarserie i 5 afsnit fra 2017 med instruktion af Jens Pedersen. Serien handler om børn i forskellige lande langs den gamle handelsrute Silkevejen i Central- og Sydasien.

## Afsnit
| # | Titel            | Første sendedag |
| --- | ---------------- | --------------- |
| 1 | "Akrobat"        |                 |
| Erdenchimeg (11) går på en cirkusskole i Mongoliet, hvor hendes hold træner til et prestigefyldt Guinness rekord-show. For at komme med skal Erdenchimeg kunne balancere hele sin vægt på én hånd. Med en far i fængsel og en mor på vej ud af alkoholisme, er akrobat-drømmen Erdenchimegs vej til at genrejse familiens værdighed. Men samtidig med at hendes venner begynder at få greb om den afgørende øvelse, begynder Erdenchimegs hånd at smerte og svigte. For første gang begynder Erdenchimeg at tvivle på om hun kan leve op til sit eget motto: ’jeg kan sejre gennem min vilje’.           |                  |                 |
| 2 | "Hestefeber"     |                 |
| Daniar (12) bor i Kirgisistans bjerge og er tosset med heste. En dag får han en dejlig overraskelse. Hans far har bragt en vild hingst hjem til gården. Hvis Daniar kan tæmme den, er den hans. Daniar bliver himmelhenrykt, lykkeligt uvidende om, at hesten kommer til at give ham en alvorlig lektion om liv og død. |                  |                 |
| 3 | "Poonams lykke"  |                 |
| I en lille by i Nepal er 14-årige Poonam på den store shoppetur med far og mor. Nyt tøj, smykker og mad nok til at bespise hele kvarteret. Poonam skal nemlig giftes! I skolen spørger veninderne logisk nok: ”Med hvem?”. Det går op for Poonam, at hun ikke aner det mindste om sin kommende ægtefælle. Far og mor har arrangeret det hele, og Poonam finder ud af, at en vigtig brik i valget af hendes mand var, at han var billig i medgift. Mens bryllupsforberedelserne skrider frem, overvældes Poonam af mørke tanker.                                                                          |                  |                 |
| 4 | "Musik i blodet" |                 |
| Ravi (13) er den yngste søn i en familie af musikanter, som lever af at spille deres traditionelle musik til velbeslåede inderes bryllupper. Det har familien gjort i længere tid, end nogen efterhånden kan huske. ”Vores musik er gudernes stemme”, indskærper Ravis far sin søn. Men i Ravi spirer en drøm. For at stå i traditionelle klædedragter og spille for bryllupsgæster, som går forbi uden at lytte – det er surt show. Ravi vil spille musik, som får folk til at danse. Han begynder at forfølge sine egne musikalske ambitioner, og det giver sammenstød med faren, hans mentor og idol. |                  |                 |
| 5 | "Beach Boys"     |                 |
| Javed (11 år) og hans bedste ven Shahidul (15 år) drømmer om en fremtid som surferstjerner. Når de ikke arbejder på stranden for at tjene penge til deres familier, bruger de al deres tid ude i bølgerne og i Sifats surfklub. Javed droppede ud af skolen i 2. klasse, og har intet behov for at vende tilbage til den strenge disciplin. Men en dag fortæller Sifat ham, at han bliver smidt ud af klubben, hvis han ikke vender tilbage til skolen. |                  |                 |